# Hidayet Türkoğlu

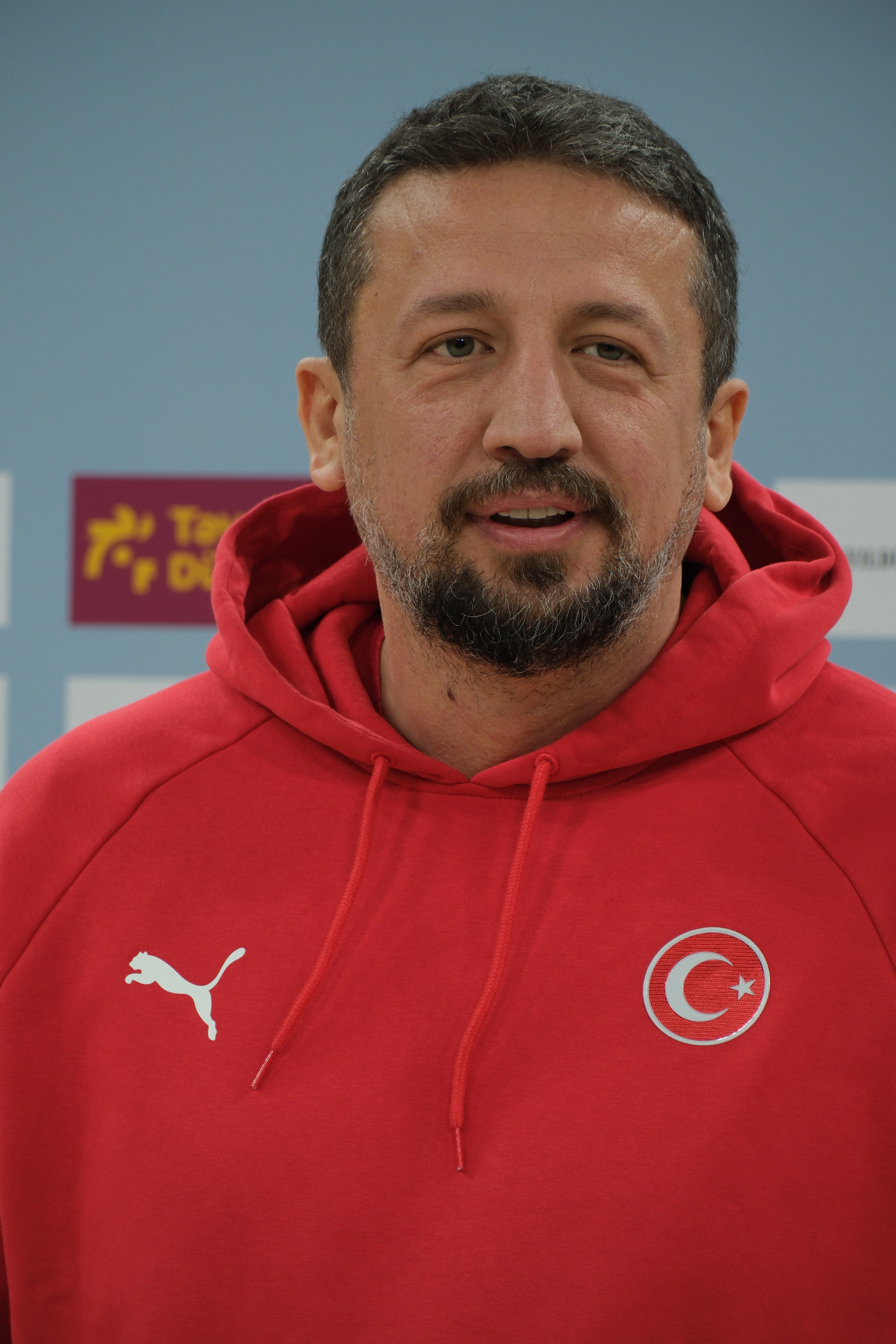
Hidayet Türkoğlu

Hidayet (Hedo) Türkoğlu (Istanboel, 19 maart 1979) is een Turkse oud-basketballer en bestuurder. Sinds oktober 2016 is hij de voorzitter van de Turkse basketbalbond.
Hij speelde tijdens zijn basketbalcarrière als small-forward met zijn lengte van 2,08 meter. Türkoğlu was de tweede Turkse basketballer ooit die in de NBA speelde. 
Türkoğlu begon bij Efes Pilsen met basketballen en speelde daar al op zijn zestiende in het eerste herenteam. Met Efes Pilsen won hij de Korać Cup. Hij werd in het jaar 2000 gedraft door Sacramento Kings.

## Carrière

### Eredivisie basketbal
- 1995-2000 Efes Pilsen

### NBA
- 2000-2003 Sacramento Kings
- 2003-2004 San Antonio Spurs
- 2004-2009 Orlando Magic
- 2009-2010 Toronto Raptors
- 2010-2014 Orlando Magic
- 2014-2015 Los Angeles Clippers